# Șirna
Șirna è un comune della Romania di 5 198 abitanti, ubicato nel distretto di Prahova, nella regione storica della Muntenia. 
Il comune è formato dall'unione di 6 villaggi: Brătești, Coceana, Hăbud, Șirna, Tăriceni, Varnița.